# Northrop Grumman Model 437 Vanguard
Die Northrop Grumman Model 437 Vanguard ist ein Experimentalflugzeug für die Kampfdrohne Vanguard und wurde von Scaled Composites als deren bemannte Version hergestellt.

## Geschichte
Der Prototyp flog mit dem Kennzeichen N437VN am 29. August 2024. Er dient der Erprobung der eigentlichen Drohne für das CCA-Programm (Collaborative Combat Aircraft). In diesem Programm soll ein in Massen zu produzierendes, autonomes Kampfflugzeug entstehen. Das Flugzeug flog nur 21 Monate nach dem Design.

## Technik
Mit dem Model 401 war einige Vorarbeit geleistet worden. Das Modell 437 ist ein einsitziges Flugzeug aus Verbundwerkstoff. Der Mitteldecker hat ein V-Leitwerk. Der Lufteinlauf für das Triebwerk Pratt & Whitney Canada PW500 befindet sich auf dem Rumpfrücken hinter der Pilotenkabine.

## Technische Daten
| Kenngröße             | Daten                                         |
| --------------------- | --------------------------------------------- |
| Besatzung             | 1                                             |
| Länge                 | 41 ft (12,5 m)                                |
| Spannweite            | 41 ft (12,5 m)                                |
| Höhe                  |                                               |
| Flügelfläche          |                                               |
| Flügelstreckung       |                                               |
| max. Startmasse       | 10.000 lb (ca. 4.500 kg)                      |
| Höchstgeschwindigkeit | Mach 0,85                                     |
| Dienstgipfelhöhe      | 25.000 ft (ca. 7.600 m)                       |
| Flugdauer             | max. 3 h                                      |
| Triebwerke            | ein Pratt & Whitney Canada PW500, 15 kN Schub |